# Ron Popeil
Ronald M. "Ron" Popeil, född 3 maj 1935 i New York, död 28 juli 2021 i Los Angeles, var en amerikansk uppfinnare, marknadsförare och affärsman. Han är mest känd för sitt företag Ronco, som bland annat säljer olika former av köksutrustning genom direktmarknadsföring. Redan 1958 började han sälja via TV-reklam, inledningsvis köksutrustning som skapats av hans far Samuel Popeil (1915-1984). Den bästa säljande av Samuel Popeils produkter blev Veg-O-Matic, som tillkom 1963. Den bäst säljande av Ron Popeils egna produkter är Showtime Rotisserie & BBQ.
1993 tilldelades Popeil Ig Nobelpriset i kategorin konsumentproduktteknik.